# Isabelle Maréchal
Isabelle Maréchal, née le 8 juin 1965 à Charolles (France), est une journaliste, animatrice de radio et de télévision et comédienne québécoise. Née de parents français, elle possède également la nationalité française.

## Biographie
Née d'un père entrepreneur, Jean-Louis Maréchal, Isabelle Maréchal immigre avec ses parents de la France au Québec à l'âge de 10 ans en 1975.
Toute petite, Isabelle rêvait déjà d'être comédienne mais aussi médecin. Elle étudie en sciences de la santé au Collège André-Grasset mais coule son cours de religion, alors obligatoire pour l'obtention du diplôme d'études collégiales (DEC). Elle change de parcours et se dirige vers sa deuxième passion, le théâtre.  Elle obtient un DEC en Sciences de la Parole du Conservatoire Lasalle où on lui prédit une carrière d'actrice et de communicatrice.
Elle commence à jouer à la télévision, dans des téléromans comme Marisol, Terre Humaine et le Parc des Braves.
Elle poursuit en parallèle ses études universitaires et obtient un baccalauréat en communications à l'Université du Québec à Montréal avant d'être engagée comme reporter à Radio-Canada. Elle est également diplômée de l'École des hautes études commerciales de Montréal, où elle a terminé une maîtrise en administration des affaires (MBA), qui vient s'ajouter à sa carrière dans le monde des médias. C'est une femme d'affaires engagée depuis longtemps dans des organismes communautaires qui aident les familles démunies et en particulier les femmes et les enfants dans le besoin.

### Comédienne
Elle apparaît en 1993 dans le téléfilm La Beauté des femmes de Robert Menard.
En 1996, Fabienne Larouche lui confie le rôle d'Andréanne dans sa populaire série télévisée Virginie, diffusée à Radio-Canada.
Elle fait une apparition comme « la blonde de Guy » dans Un gars, Une fille, diffusé sur Radio-Canada.
Au cinéma en 2001, elle joue une lectrice de nouvelles déjantée dans le film Karmina 2 de Gabriel Pelletier.
Elle fait aussi une apparition dans la série télé 3X Rien, diffusée sur TQS.
En 2005, elle joue également dans le sixième épisode de la saison 4 de Caméra Café diffusée sur TVA. Elle y tient le rôle de la maîtresse de Jean-Claude. Elle est aussi de retour dans la distribution de la série Virginie, diffusée sur Radio-Canada dans le rôle d'Andréanne Rocheleau.
En 2008, elle joue dans une lecture publique de la pièce Les Belles-sœurs, écrite par Michel Tremblay, pour fêter les 40 ans de sa création.

### À la télévision
Isabelle Maréchal est journaliste durant une dizaine d'années à Radio-Canada.
De 1997 à 2000, Isabelle Maréchal se fait plus largement connaître du public comme chroniqueuse dans l'émission La fin du monde est à 7 heures à TQS.
De 1998 à 2003, durant cinq saisons, elle anime l'émission Les copines d'abord sur Canal Vie et aura comme copines Johanne Fontaine, Pénélope McQuade  et Marie-Soleil Michon. À partir de décembre 2000, Isabelle Maréchal propose à TV5 la série Isabelle autour du monde. Il s'agit d'une émission qui a pour but de rencontrer des Québécois qui se sont installés ailleurs dans le monde pour les interroger sur leur intégration. La première émission a lieu à New York en décembre 2000, la seconde à Londres en février 2001. Conceptrice de l'émission, elle l'anime et la coproduit.
Lors du passage à l'an 2000, elle anime à TQS une émission le soir du 31 intitulée La fin du monde est le 31 décembre.
En 2003, elle reprend du service avec son émission Isabelle autour du monde sur TV5. Elle tourne 26 nouveaux épisodes, et l'émission devient hebdomadaire.
Durant la saison 2005–2006, elle coanime avec Denis Lévesque jusqu'en octobre, puis seule, le talk-show Le Grand Journal de 22 h sur TQS.
En janvier 2006, Isabelle anime les galas hebdomadaires de la deuxième saison de l'émission de télé réalité Loft Story 2 alors que les émissions quotidiennes sont confiées à Virginie Coossa.
De 2006 à 2007, à la suite d'un drame personnel, Isabelle prend du recul pendant deux saisons et fait une pause dans sa carrière à l'antenne.

### À la radio
De 2000 à 2001, elle fait ses premiers pas à la radio à CKAC le matin de 9 h 30 à 11 h 15. La direction l'embauche dans la station dans le but de rajeunir et de féminiser l'auditoire de la radio qui dépasse la cinquantaine et qui est masculin. Mais la continuité dans les prises de décision par la direction entre les très nombreux dirigeants (quatre directeurs en une seule saison) est difficile. La promesse d'un nouveau contrat pour une nouvelle saison n'a pas été tenue par le dernier directeur. Ce qui vaut à Isabelle d'intenter un procès contre Radiomédia et de réclamer la somme de 285 000 $. Elle obtient gain de cause et se voit attribuer la somme 15 000 $ à titre de dommages-intérêts à l'issue d'un procès en 2006.
À partir du 5 janvier 2004, Isabelle participe à la création du nouveau format du 98,5 FM: elle anime l'émission-phare matinale (de 6 h à 9 h 30). La station attend la venue de Paul Arcand à ce poste pour l'automne 2004, en contrat avec CKAC.
On la retrouve à la matinale du 98,5 FM durant les vacances estivales de Paul Arcand, le lundi 3 mai 2004.
À partir de la rentrée 2008, elle retrouve l'antenne du 98,5 FM pour une émission d'actualités faite d'entrevues intitulée « Isabelle le matin » de 10 h à midi. Le 6 mai 2021, Isabelle Maréchal annonce son départ - son employeur Cogeco Média ayant décidé de la remplacer à la saison prochaine,. Elle quitte l'antenne le 18 juin de la même année. Elle retrouve une animation à QUB TV et 99,5FM depuis 2024.

## Vie personnelle
Isabelle Maréchal est la mère d'une fille prénommée Audrey, née en 1995 de sa relation avec son ex-conjoint. Dans l'entrevue des Francs-Tireurs, elle décrit le père biologique de sa fille aînée comme un homme violent, qui menaçait et violentait sa femme. Ils se sont séparés en 2000, et sa fille n'a jamais revu son père biologique après la séparation. Elle a aussi une seconde fille prénommée Laura née en 2002 de son union avec Thierry Houillon, né en 1958. Ils se sont rencontrés en 2001 et se sont mariés civilement le 6 août 2006. Thierry Houillon est le père d'un garçon nommé Nicolas né en 1982 d'une première union. Il a adopté officiellement Audrey quand elle avait 7 ans et une déchéance d'autorité parentale a été prononcé pour le père biologique d'Audrey. Avec son conjoint, ex-président de Danone Canada, elle se lance en affaires en agroalimentaire. Ils lancent via leur entreprise Novidev Santé Active le fruit à boire anti+.

## Personnalité
Elle se définit comme semi-végétarienne et se revendique comme athée.

## Engagement
Elle est la marraine de l'Opération sac à dos depuis sa création à Montréal à la rentrée scolaire 2009. C'est une opération qui vise à venir en aide aux jeunes dans le besoin en leur offrant des fournitures scolaires.
Elles est marraine du Regroupement des magasins Partage de l'Ile de Montréal depuis 2007 et du Chainon depuis 2012 et est impliquée auprès de la Fondation du cancer du sein et de la Fondation de l'Hôpital Sainte-Justine.

## Prix et récompenses

### Nomination
- Prix Gemeaux 2000, meilleure animation : émission ou série culturelle, à caractère social ou de services, pour « Les Copines d'abord : les Copines de l'an 2000 »